# Casas de Haro
Casas de Haro – gmina w Hiszpanii, w prowincji Cuenca, w Kastylii-La Mancha, o powierzchni 110,88 km². W 2011 roku gmina liczyła 898 mieszkańców.